# ننا (خواننده)
ننا خواننده مشهور آلمانی است. او با اسم اصلی گابریل سوزانه کرنر در ۲۴ مارس ۱۹۶۰ در هاگن آلمان به دنیا آمد. ننا آهنگ‌های بسیاری اجرا کرده که از معروف‌ترین آنها «هرطور، هرجا، هرزمان» و «۹۹ بادکنک» است.
او آهنگ «هرطور، هرجا، هرزمان» را با کیم وایلد به دو زبان آلمانی و انگلیسی خوانده‌است. عنوان آلمانی این آهنگ به نحوی, یه مکانی, چند وقت است.